# اورومچی ۲۷۲۹
سیارک ۲۷۲۹ (به انگلیسی: 2729 Urumqi، نامگذاری:1979UA2) دو هزار و هفتصد و بیست و نهمین سیارک کشف شده‌است که در ۱۸ اکتبر ۱۹۷۹ کشف شد.
قدر مطلق سیارک برابر ۱۱٫۴۰ است.